# Гюнайдын, Энгин
Энгин Гюнайдын (тур. Engin Günaydın; род. 29 января 1972 года, Токат, Турция) — турецкий актёр, сценарист, режиссёр и продюсер. Мировую известность приобрёл благодаря сериалу «Великолепный век», где сыграл харизматичного евнуха и верного слугу Хюррем-султан по имени Гюль-ага.
Энгин Гюнадын — известный актёр комедийного жанра. Пишет сатиру в карикатурный журнал Uykusuz, сценарии к фильмам, снимается в рекламе, в комедийной передаче Zaga, в сериале Avrupa Yakası. В 2009 году на экраны вышел фильм "Vavien", к которому Энгин Гюнайдын написал сценарий. Он снялся в главной роли со своей подругой Биннур Кайа. Этот фильм завоевал премии Yeşilçam и Siyad за лучший сценарий. В 2011 году Энгин Гюнайдын появился в сериале Muhteşem Yüzyıl (Великолепный век). В конце 2011 года Энгину Гюнайдыну, поступило предложение сняться в сериале Yalan Dünya.

## Личная жизнь
Как сообщает пресса, известный «Ромео» состоит в отношениях с некой особой по имени Пелин. Он познакомился с ней на курорте в Айвалыке. Были опубликованы снимки с летнего отдыха сладкой парочки. Сообщается, что влюбленные уже долгое время вместе. [обновить данные]

## Фильмография
•  Bir Demet Tiyatro Сериал(1995) 
•  Рок (2001) — Necati 
- Удар (2004) — Sencer
- Космический элемент: Эпизод X (2004)
- Европейская сторона (сериал, 2005—2009) — Burhan Altintop
- Благочестие (2006) — Erol
- Vavien (2009) — сценарист
- Великолепный век (сериал, 2011—2012) — Гюль-ага
- Внутри (2012)
- Внутренний голос мой (2015)- Селим(главная роль )
- Галип Дервиш ( сериал,2013)- Дервиш (главная роль)
- В кругу семьи (2017)-Фико (главная роль)
- Дилемма Азиза (2021)-Азиз
- 10 тысяч шагов (сериал,2021-н.в)-Мехмет
- Андропауза (мини-сериал для Netflix, 2021)-центральный персонаж [источник не указан 867 дней]